# 李紓 (莒王)
李纾（8世纪778年至788年间—834年7月16日），唐朝皇子，本名李浼，是唐顺宗李诵的第五子，生母不详。
生年没有记载，当在长兄唐宪宗出生的778年之后。贞元四年（788年），李纾被祖父唐德宗封为弘农郡王，授秘书监。贞元二十一年（805年），李纾被父亲唐顺宗封为莒王，大和八年（834年）六月初七，李纾去世。有一子，內黃郡王李悺。